# دانته دآمبروسی
دانته دآمبروسی (زاده ۲۳ فوریه ۱۹۰۲ – درگذشته ۲۲ ژوئن ۱۹۶۵) آهنگساز ایتالیایی بود. کار او بخشی از رویداد موسیقی در مسابقه هنری بازی‌های المپیک تابستانی ۱۹۳۶ بود.